# Anna Caterina Dorotea di Salm-Kyrburg
Anna Caterina Dorotea di Salm-Kyrburg (Finstingen, 27 gennaio 1614 – Stoccarda, 27 giugno 1655) fu la prima moglie del duca Eberardo III (1614-1674) e duchessa consorte di Württemberg.

## Vita
Anna Caterina Dorotea era la prima delle figlie sopravvissute del conte Giovanni Casimiro di Salm-Kyrburg (1577-1651), un comandante militare al servizio svedese, fratello minore del conte renano Giovanni IX di Kyrburg-Mörchingen, e della di lui moglie, la contessa Dorotea di Solms-Laubach (1579-1631). Essendo il padre un soldato nel corso della Guerra dei Trent'Anni, Anna Caterina e la sua famiglia si spostarono spesso, risiedendo a partire dal 1635 a Strasburgo.
Dopo la sconfitta dei protestanti nella battaglia di Nördlingen il 6 settembre 1634, il Württemberg venne saccheggiato e dato alle fiamme. Il duca Eberardo fuggì con la sua corte in esilio a Strasburgo. Lì incontrò Anna Caterina e la sposò il 26 febbraio 1637. Il matrimonio venne molto criticato dai contemporanei, perché contrario agli interessi dell'imperatore, oltre che per l'origine della sposa. La nascita del primo figlio all'inizio di settembre attirò ulteriore l'attenzione del pubblico. Il 30 ottobre 1638 la corte tornò a Stoccarda.

## Discendenza
Dal matrimonio con Eberardo nacquero quattordici figli:
- Giovanni Federico di Württemberg-Winnental (9 settembre 1637 - 2 agosto 1659).
- Luigi Federico di Württemberg-Winnental (2 novembre 1638 - 18 gennaio 1639).
- Cristiano Eberardo di Württemberg-Winnental (29 novembre 1639 - 23 marzo 1640).
- Eberardo di Württemberg-Winnental (12 dicembre 1640 - 24 febbraio 1641).
- Sofia Luisa di Württemberg-Winnental (19 febbraio 1642 - 3 ottobre 1702), sposò 8 febbraio 1671 Cristiano Ernesto, margravio di Brandeburgo-Bayreuth.
- Dorotea Amalia di Württemberg-Winnental (13 febbraio 1643 - 27 marzo 1650).
- Cristina Federica di Württemberg-Winnental (1644-1674), sposò nel 1665 il conte Alberto Ernesto I di Oettingen-Oettingen.
- Cristina Carlotta di Württemberg (21 ottobre 1645 - 16 maggio 1699), sposò nel maggio 1662 Giorgio Cristiano, principe di Frisia orientale.
- Guglielmo Ludovico di Württemberg (7 gennaio 1647 - 23 giugno 1677).
- Anna Caterina di Württemberg-Winnental (27 novembre 1648 - 10 novembre 1691).
- Carlo Cristoforo di Württemberg-Winnental, nato e morto nel 1650.
- Eberardina Caterina di Württemberg-Winnental (12 aprile 1651 - 19 agosto 1683), sposò il 30 aprile 1682 il conte Alberto Ernesto I di Oettingen-Oettingen.
- Federico Carlo di Württemberg-Winnental (settembre 1652 - dicembre 1698).
- Carlo Massimiliano di Württemberg-Winnental (28 settembre 1654 - 9 gennaio 1689).

Attraverso sua figlia Sofia Luisa, Anna Caterina Dorotea fu la nonna materna di Cristiana Eberardina di Brandeburgo-Bayreuth, ed antenata della casa reale di Sassonia. Attraverso la figlia Cristina Federica, fu la nonna materna di Cristina Luisa di Oettingen-Oettingen, e conseguentemente trisavola materna dell'imperatrice Maria Teresa.